# 李柏青 (小說家)
李柏青（1981年—），台灣台中人，推理小說家與歷史小說家，台灣大學法律系畢業，台灣推理作家協會成員，執業律師。推理評論家喬齊安形容其為「左手歷史、右手推理」的二刀流小說家。

## 作品

### 長篇小說
- 滅蜀記（2005，大地出版社 ）
- 橫走波瀾—劉備傳（2010，大地出版社 ）
- 親愛的你（2014，尖端出版）
- 歡迎光臨康堤紐斯大飯店（2017，尖端出版）
- 婚前一年（2022，尖端出版）

### 短篇小說
- 淡水河的浮屍（2003，收錄於推理雜誌第273期 2007年7月號）
- 換帖（2003，收錄於第二屆人狼城文學決選作品集《純粹》、推理雜誌261期 2006年7月號）
- 過去（2005，發表於個人部落格）
- 傳功（2009，發表於個人部落格）

### 短篇合集
- 最後一班慢車（2014，尖端出版）
  - 最後一班慢車（曾收錄於推理雜誌266期，2006年12月號）
  - 赤雲迷情（曾收錄於推理雜誌260期，2006年6月號）
  - 聖光中的真相（曾收錄於推理雜誌263期，2006年9月號）
  - 十二字批言（曾收錄於推理雜誌264期，2006年10月號）
  - 紅花樓之謎
  - 空手而歸的賊
  - 一聲槍響（曾收錄於2011年台灣推理作家協會會訊）

## 外部連結
- 台灣推理作家協會官方網站：李柏青 （页面存档备份，存于）
- 愛聽秋墳鬼唱詩（李柏青的部落格） （页面存档备份，存于）